# Världsmästerskapen i fäktning 2025
Världsmästerskapen i fäktning 2025 arrangerades mellan den 22 och 30 juli 2023 i Tbilisi i Georgien. Det var den 70:e upplagan av världsmästerskapen i fäktning.

## Medaljörer

### Herrar
| Gren                  | Guld                                                                   | Silver                                                                   | Brons                                                                        |
| Värja, individuellt   | Koki Kano · Japan                                                      | Gergely Siklósi · Ungern                                                 | Masaru Yamada · Japan                                                        |
| Värja, individuellt   | Koki Kano · Japan                                                      | Gergely Siklósi · Ungern                                                 | Nikita Kosjman · Ukraina                                                     |
| Värja, lag            | Japan Seiya Asami Koki Kano Akira Komata Masaru Yamada                 | Ungern Tibor Andrásfi Zsombor Keszthelyi Máté Tamás Koch Gergely Siklósi | Kazakstan Ruslan Kurbanov Elmir Alimzjanov Kirill Prochodov Vadim Sjarlaimov |
| Florett, individuellt | Ryan Choi · Hongkong                                                   | Kirill Borodatjov · Individuella neutrala idrottare                      | Gergő Szemes · Ungern                                                        |
| Florett, individuellt | Ryan Choi · Hongkong                                                   | Kirill Borodatjov · Individuella neutrala idrottare                      | Maxime Pauty · Frankrike                                                     |
| Florett, lag          | Italien Guillaume Bianchi Alessio Foconi Filippo Macchi Tommaso Marini | USA Nick Itkin Bryce Louie Alexander Massialas Gerek Meinhardt           | Ungern Dániel Dósa Andor Mihályi Gergő Szemes Gergely Tóth                   |
| Sabel, individuellt   | Sandro Bazadze · Georgien                                              | Jean-Philippe Patrice · Frankrike                                        | Ahmed Hesham · Egypten                                                       |
| Sabel, individuellt   | Sandro Bazadze · Georgien                                              | Jean-Philippe Patrice · Frankrike                                        | Luca Curatoli · Italien                                                      |
| Sabel, lag            | Italien Luca Curatoli Michele Gallo Matteo Neri Pietro Torre           | Ungern Csanád Gémesi Nikolász Iliász Krisztián Rabb Áron Szilágyi        | Rumänien Vlad Covaliu George Dragomir Radu Nițu Răzvan Ursachi               |

### Damer
| Gren                  | Guld                                                                                    | Silver | Brons                                                              |
| Värja, individuellt   | Vlada Charkova · Ukraina                                                                | Katrina Lehis · Estland                                                                                        | Irina Embrich · Estland                                            |
| Värja, individuellt   | Vlada Charkova · Ukraina                                                                | Katrina Lehis · Estland                                                                                        | Song Se-ra · Sydkorea                                              |
| Värja, lag            | Frankrike Marie-Florence Candassamy Alexandra Louis-Marie Lauren Rembi Éloïse Vanryssel | Individuella neutrala idrottare Milen Bavuge Chabimana Jana Bekmurzova Ajzanat Murtazajeva Kristina Jasinskaja | Sydkorea Kim Hyang-eun Lee Hye-in Lim Tae-hee Song Se-ra           |
| Florett, individuellt | Lee Kiefer · USA                                                                        | Pauline Ranvier · Frankrike                                                                                    | Anna Cristino · Italien                                            |
| Florett, individuellt | Lee Kiefer · USA                                                                        | Pauline Ranvier · Frankrike                                                                                    | Martina Favaretto · Italien                                        |
| Florett, lag          | USA Emily Jing Lee Kiefer Jaelyn Liu Lauren Scruggs                                     | Frankrike Anita Blaze Eva Lacheray Morgane Patru Pauline Ranvier                                               | Italien Anna Cristino Arianna Errigo Martina Favaretto Alice Volpi |
| Sabel, individuellt   | Jana Jegorjan Individuella neutrala idrottare                                           | Zuzanna Cieślar · Polen                                                                                        | Pan Qimiao · Kina                                                  |
| Sabel, individuellt   | Jana Jegorjan Individuella neutrala idrottare                                           | Zuzanna Cieślar · Polen                                                                                        | Alina Komasjtjuk · Ukraina                                         |
| Sabel, lag            | Frankrike Sara Balzer Faustine Clapier Sarah Noutcha Toscane Tori                       | Sydkorea Choi Se-bin Jeon Ha-young Kim Jeong-mi Seo Ji-yeon                                                    | Ungern Sugár Katinka Battai Renáta Katona Liza Pusztai Luca Szűcs  |

## Medaljtabell
*   Värdland ( Georgien)
| Nr                   | Nation                          | Guld | Silver | Brons | Totalt |
| -------------------- | ------------------------------- | ---- | ------ | ----- | ------ |
| 1                    | Frankrike                       | 2    | 3      | 1     | 6      |
| 2                    | USA                             | 2    | 1      | 0     | 3      |
| 3                    | Italien                         | 2    | 0      | 4     | 6      |
| 4                    | Japan                           | 2    | 0      | 1     | 3      |
| –                    | Individuella neutrala idrottare | 1    | 2      | 0     | 3      |
| 5                    | Ukraina                         | 1    | 0      | 2     | 3      |
| 6                    | Georgien*                       | 1    | 0      | 0     | 1      |
| 6                    | Hongkong                        | 1    | 0      | 0     | 1      |
| 8                    | Ungern                          | 0    | 3      | 3     | 6      |
| 9                    | Sydkorea                        | 0    | 1      | 2     | 3      |
| 10                   | Estland                         | 0    | 1      | 1     | 2      |
| 11                   | Polen                           | 0    | 1      | 0     | 1      |
| 12                   | Egypten                         | 0    | 0      | 1     | 1      |
| 12                   | Kazakstan                       | 0    | 0      | 1     | 1      |
| 12                   | Kina                            | 0    | 0      | 1     | 1      |
| 12                   | Rumänien                        | 0    | 0      | 1     | 1      |
| Totalt (15 nationer) | Totalt (15 nationer)            | 12   | 12     | 18    | 42     |